# Gerrit Jan van Heuven Goedhart
Gerrit Jan van Heuven Goedhart (Bussum, Países Baixos, 19 de março de 1901 - Genebra, Suíça, 8 de julho de 1956) foi um político neerlandês e um diplomata. Foi o primeiro Alto Comissário das Nações Unidas para os Refugiados, de 1º de janeiro de 1951 até a sua morte, em 8 de julho de 1956.
Van Heuven Goedhart estudou Direito na Universidade de Leiden e graduou-se em 1926. No ano seguinte tornou-se repórter do jornal De Telegraaf. No dia 1 de janeiro de 1930, então com 28 anos, foi promovido a editor chefe do jornal. Foi demitido em 1º de junho de 1933, por se recusar a publicar um artigo de inclinação pró-nazista. Logo depois, se tornou editor do jornal regional Utrechts Nieuwsblad, que transformou em um jornal diário de tom nacionalista. Trabalhou lá até logo após a invasão alemã nos Países Baixos, quando foi demitido por tomar posição contra o Nazismo.
Durante a Segunda Guerra Mundial, Van Heuven Goedhart trabalhou como repórter e editor chefe para o jornal ilegal da resistência holandesa, o Het Parrol. Em 1994 ele fugiu para Londres, onde foi indicado Ministro da Justiça do governo em exílio dos Países Baixos. Findada a guerra, retornou ao Het Parool, onde mais uma vez trabalhou como editor chefe. Em 1947, também se tornou senador pelo Partido do Trabalho. Em 1951, renunciou a ambos os cargos para se tornar o primeiro Alto Comissário das Nações Unidas para os Refugiados. Sob sua liderança, a ACNUR ganhou o Nobel da Paz de 1954.
Van Heuven Goedhart foi também o primeiro presidente do "Comitê de Estado para a coordenação de informação governamental" (em neerlandês:  Staatscommissie over de coördinatie van de overheidsvoorlichting), o predecessor do Serviço de Informação do Governo dos Países Baixos (em neerlandês:  Rijksvoorlichtingsdienst).

## Condecorações
- Ordem do Leão Neerlandês, 1949.
- Nobel da Paz, 1954 (premiado a ACNUR).
- Prêmio Wateler da Paz, 1956.

## Vida pessoal
Van Heuven Goedhart nasceu em 19 de março de 1901 em Bussum, Holanda do Norte. Seu pai, Gijsbert Willem Goedhart, era um pastor Protestante. Sua mãe era Francina Dingena Helena van Heuven. Van Heuven Goedhart foi inicialmente chamado Goedhart, mas em 1933 ele recebeu permissão para adicionar o nome de solteira de sua mãe ao seu sobrenome.
Casou-se com Francis Becht (1899-1987) em 1924. O casamento foi desfeito em 1931. Em 1932, casou-se com a norueguesa Erna Hauan (1899-1991). Van Heuven Goedhart teve duas crianças desse segundo casamento, Karin Sophie e Bergliot Halldis.
Van Heuven Goedhart morreu em Genebra em 8 de julho de 1956, enquanto ainda era Alto Comissário na ACNUR.